# 裴皞
裴皞（856年—940年5月16日），字司东，唐朝末年至五代十国后梁、后唐、后晋官员，出自中眷河东裴氏。
裴皞出于名家，容止端秀，为人急切，刚直无隐。年轻时好学，手不释卷。唐昭宗光化三年（900年），擢进士第，历任校书郎、拾遗、补阙。后梁初年，历任翰林学士、中书舍人。唐庄宗时，擢升为礼部侍郎，好论议，陈奏朝廷阙失，多斥权臣，改太子賓客，年老改授兵部尚书致仕。晋高祖石敬瑭天福初年，起用为工部尚书，再次告老，以右僕射致仕。裴皞多次知贡举，宰相馬胤孫、桑维翰但是他所取进士。后来马胤孙知贡举，带着新进士去见裴皞，裴皞大喜，作诗道：“词场最重是持衡，天遣愚夫受盛名，三主礼闱年八十，门生门下见门生。”桑维翰私见裴皞，裴皞不迎不送，有人问他，裴皞说：“我在中书见桑公，我是庶僚；今他在私第见我，他是门生也。”天福五年四月初七壬寅日，他八十五岁去世。赠太子太保。